# Bootes Void

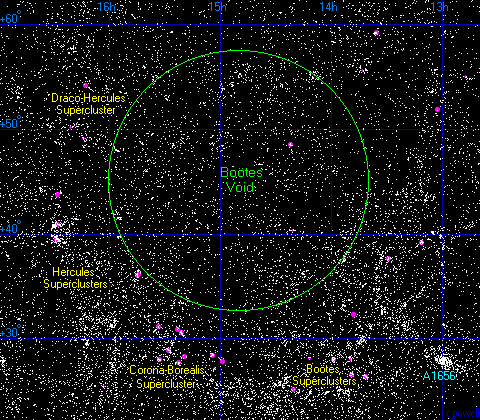
Karte der Boötes Void

Der Bootes Void (dt. etwa Bootes-Leere, auch mit Trema geschrieben als Boötes Void) ist einer der größten bekannten Voids. Es handelt sich um eine sphärische Region des Weltalls mit einem Durchmesser von rund 300 Millionen Lichtjahren, die nur sehr wenige Galaxien enthält. Ihre Rotverschiebung beträgt etwa 0,05 (15.500 km/s), was einer Entfernung von ca. 650 Millionen Lichtjahren entspricht. Von der Erde aus gesehen liegt das Zentrum des Voids im namensgebenden Sternbild Bootes (Bärenhüter).
Die Entdeckung des Voids wurde 1981 von Kirshner et al. als Teil einer Untersuchung über die Verteilung der Rotverschiebung von Galaxien veröffentlicht. In späteren Studien standen insbesondere die wenigen im Void befindlichen Galaxien (z. B. IRAS 15479+5121) im Fokus.